# Far de Camarinal
El Far de Camarinal, abans anomenat Torre Vieja o Torre del Cap de Gracia, era una torre de guaita que el 1990 es va convertir en far. Es troba al municipi de Tarifa (Cadis). Està declarat Bé d'Interès Cultural, sota el nom 'Torre del Cap de Gracia'.

## Localització
El far se situa sobre el cap de Gracia, que pertany al parc natural de l'Estret i que es troba entre la platja de los Alemanes i la del Cañuelo. Tot i coincidir en el nom, la punta Camarinal es localitza a l'est, al costat de la platja de Bolonia. S'accedeix al far per un camí asfaltat que surt de la urbanització Atlanterra. La població més pròxima és Zahara de los Atunes.

## Construcció
A l'origen, el far de Camarinal era una torre alimara. Va ser una de les torres de vigilància costanera construïdes el segle XVI per ordre de Felip II per a protegir la costa gaditana enfront de les accions de pillatge dels pirates barbarescos. Posteriorment, el 1990 va ser restaurada i habilitada com a far.